# Moz̧affar Kolā
Moz̧affar Kolā (persiska: مظفر كلا) är en ort i Iran.   Den ligger i provinsen Mazandaran, i den norra delen av landet, 130 km nordost om huvudstaden Teheran. Moz̧affar Kolā ligger 30 meter över havet och antalet invånare är 364.
Terrängen runt Moz̧affar Kolā är platt åt nordost, men åt sydväst är den kuperad. Runt Moz̧affar Kolā är det tätbefolkat, med 286 invånare per kvadratkilometer. Närmaste större samhälle är Āmol, 13,9 km väster om Moz̧affar Kolā. Trakten runt Moz̧affar Kolā består till största delen av jordbruksmark.